# Ерік Мюкланд
Ерік Мюкланн (норв. Erik Mykland, нар. 21 липня 1971, Рісер) — норвезький футболіст, що грав на позиції півзахисника. Виступав за національну збірну Норвегії. По завершенні ігрової кар'єри — футбольний тренер. Наразі очолює тренерський штаб команди «Рісер».

## Клубна кар'єра
У дорослому футболі дебютував 1989 року виступами за команду клубу «Брюне», в якій провів один рік, взявши участь у 17 матчах чемпіонату.
З літа 1989 року грав у «Старті» з Крістіансанна. Був важливою частиною команди і в сезонах 1990, 1991, 1993 зіграв у всіх матчах «Старту» в чемпіонаті. Клуб виступав не дуже успішно і жодного разу не потрапив в європейські кубки, хоча в 1991 і 1992 роках був близький до цього та займав 3-е місце в чемпіонаті.
На початку 1995 року був відданий в оренду в нідерландський клуб «Утрехт», де виходив у стартовому складі в 9 матчах Ередивізі, але по завершенні сезону влітку повернувся в «Старт»
У сезоні 1996 року «Старт» вибув з вищого дивізіону, і Мюкланд перейшов в австрійський «Лінц», але вже 1997 року «Лінц» був об'єднаний з ЛАСКом і Ерік перебрався в грецький «Панатінаїкос». У цьому клубі провів найкращу частину своєї кар'єри. У складі «Пао» виступав в Лізі чемпіонів 1998/99 та Кубку УЄФА 1999/2000, 16 вересня 1998  року забив єдиний у своїй кар'єрі єврокубковий гол — у ворота київського «Динамо».
Влітку 2000 року Ерік перейшов в німецький «Мюнхен 1860» з Бундесліги, хоча після Євро-2000 Мюкландом цікавився тодішній чемпіон Франції «Монако». Перший офіційний матч за «Мюнхен 1860» провів 27 липня в Кубку німецької ліги проти «Кайзерслаутерна». Спочатку грав достатньо успішно, незважаючи на травми, але в січні 2002 року вступив у конфлікт з головним тренером Петером Пакультом і незабаром перейшов у данський «Копенгаген», спортивний директор якого назвав Мюкланда «найкращим півзахисником Скандинавії». Перший офіційний матч за «городян» Мюкланд провів 3 березня 2002 року проти «Орхуса»., а 7 квітня  забив свій перший з часів «Панатінаїкоса» гол у матчі проти «Оденсе». В сезоні 2002/03 виграв з «Копенгагеном» свій перший титул — чемпіонат Данії. В сезоні 2003/04 через травми грав дуже мало, з жовтня взагалі не грав, але все ж став з клубом володарем золотого дубля — чемпіоном та володарем Кубка Данії. Проте після закінчення сезону через травми завершив кар'єру гравця.
У липні 2008 року оголосив про повернення в професійний футбол та повернувся в «Старт». Вперше вийшов на поле 5 жовтня 2008 року в матчі проти клубу «Санднеса».
2009 року перейшов у клуб третього за рівнем дивізіону Норвегії «Драммен», за який провів один матч у чемпіонаті, після чого остаточно завершив кар'єру гравця.

## Виступи за збірні
Протягом 1990–1991 років залучався до складу молодіжної збірної Норвегії, в її складі грав у відбірковому матчі проти однолітків з Італії, який норвежці виграли з рахунком 6:0. Всього на молодіжному рівні зіграв у 15 офіційних матчах.
7 листопада 1990 року дебютував в офіційних матчах у складі національної збірної Норвегії в товариській грі проти збірної Тунісу. 9 вересня 1992 року забив свій перший гол за збірну в ворота збірної Сан-Марино, матч закінчився перемогою норвежців з рахунком 10:0. Свій другий та останній міжнародний гол забив 9 березня 1994 року в ворота збірної Уельсу.
Того ж року у складі збірної був учасником чемпіонату світу 1994 року у США, де виходив у стартовому складі в усіх трьох матчах збірної. А через чотири роки на чемпіонаті світу 1998 року у Франції був ключовим гравцем команди, яка змогла вийти з групи, що стало її найвищим досягненням в історії.
Після другого для себе мундіалю вирішив завершити виступи за збірну, але незабаром передумав, допомігши збірній пробитись на чемпіонат Європи 2000 року у Бельгії та Нідерландах. На турнірі двічі визнавався найкращим гравцем матчу, а в першому матчі норвежці навіть сенсаційно змогли обіграти збірну Іспанії. В наступному матчі проти збірною Югославії балканський гравець Матея Кежман був вилучений за грубий фол проти Мюкланда всього через 45 секунд після виходу на поле, але норвежці не змогли врятувати матч. В третьому матч збірна Норвегії не змогла здолати аутсайдера групи збірну Словенії (0:0) і покинули турнір.
Незабаром після цього Ерік заявив про завершення виступів за національну збірну. Останній матч за норвежців Мюкланд провів 11 жовтня 2000 року проти збірної України. Всього протягом кар'єри у національній команді, яка тривала 11 років, провів у формі головної команди країни 78 матчів, забивши 2 голи.

## Кар'єра тренера
Розпочав тренерську кар'єру 2012 року, очоливши тренерський штаб клубу «Рісер» з рідного міста, який виступав у шостому за рівнем дивізіоні Норвегії. Наразі досвід тренерської роботи обмежується цим клубом, в якому Ерік Мюкланд працює і досі.

## Статистика виступів

### Статистика клубних виступів
| Сезон                    | Клуб                     | Чемпіонат                | Чемпіонат | Чемпіонат | Національний кубок | Національний кубок | Національний кубок | Континентальні кубки | Континентальні кубки | Континентальні кубки | Supercoppe | Supercoppe | Supercoppe | Усього | Усього |
| Сезон                    | Клуб                     | Ліга                     | Ігор      | Голів     | Ліга               | Ігор               | Голів              | Ліга                 | Ігор                 | Голів                | Ліга       | Ігор       | Голів      | Ігор   | Голів  |
| ------------------------ | ------------------------ | ------------------------ | --------- | --------- | ------------------ | ------------------ | ------------------ | -------------------- | -------------------- | -------------------- | ---------- | ---------- | ---------- | ------ | ------ |
| 1989                     | «Брюне»                  | 2Д (ІІ)                  | 17        | 1         | КН                 | ?                  | ?                  | —                    | —                    | —                    | —          | —          | —          | ?      | ?      |
| 1989                     | «Старт»                  | Т                        | 9         | 1         | КН                 | ?                  | ?                  | —                    | —                    | —                    | —          | —          | —          | ?      | ?      |
| 1990                     | «Старт»                  | Т                        | 22        | 1         | КН                 | ?                  | ?                  | —                    | —                    | —                    | —          | —          | —          | ?      | ?      |
| 1991                     | «Старт»                  | Т                        | 22        | 2         | КН                 | ?                  | ?                  | —                    | —                    | —                    | —          | —          | —          | ?      | ?      |
| 1992                     | «Старт»                  | Т                        | 21        | 1         | КН                 | ?                  | ?                  | —                    | —                    | —                    | —          | —          | —          | ?      | ?      |
| 1993                     | «Старт»                  | Т                        | 22        | 3         | КН                 | ?                  | ?                  | —                    | —                    | —                    | —          | —          | —          | ?      | ?      |
| 1994                     | «Старт»                  | Т                        | 20        | 3         | КН                 | ?                  | ?                  | —                    | —                    | —                    | —          | —          | —          | ?      | ?      |
| 1994-95                  | «Утрехт»                 | ЕД                       | 9         | 0         | КН                 | ?                  | ?                  | —                    | —                    | —                    | —          | —          | —          | ?      | ?      |
| 1995                     | «Старт»                  | Т                        | 25        | 0         | КН                 | ?                  | ?                  | —                    | —                    | —                    | —          | —          | —          | ?      | ?      |
| 1996                     | «Старт»                  | Т                        | 18        | 0         | КН                 | ?                  | ?                  | —                    | —                    | —                    | —          | —          | —          | ?      | ?      |
| 1996-97                  | «Лінц»                   | АБЛ                      | 28        | 0         | КА                 | ?                  | ?                  | —                    | —                    | —                    | —          | —          | —          | ?      | ?      |
| 1997-98                  | \| «Панатінаїкос»        | АЕ                       | 28        | 2         | КГ                 | ?                  | ?                  | —                    | —                    | —                    | —          | —          | —          | ?      | ?      |
| 1998-99                  | \| «Панатінаїкос»        | АЕ                       | 21        | 0         | КГ                 | ?                  | ?                  | —                    | —                    | —                    | —          | —          | —          | ?      | ?      |
| 1999-00                  | \| «Панатінаїкос»        | АЕ                       | 22        | 1         | КГ                 | ?                  | ?                  | —                    | —                    | —                    | —          | —          | —          | ?      | ?      |
| Усього за «Панатінаїкос» | Усього за «Панатінаїкос» | Усього за «Панатінаїкос» | 71        | 3         |                    | ?                  | ?                  |                      | ?                    | ?                    |            | —          | —          | ?      | ?      |
| 2000-01                  | «Мюнхен 1860»            | БЛ                       | 21        | 0         | КН                 | ?                  | ?                  | КУЄФА                | ?                    | ?                    | —          | —          | —          | ?      | ?      |
| 2001-02                  | «Мюнхен 1860»            | БЛ                       | 5         | 0         | КН                 | ?                  | ?                  | —                    | —                    | —                    | —          | —          | —          | ?      | ?      |
| Усього за «Мюнхен 1860»  | Усього за «Мюнхен 1860»  | Усього за «Мюнхен 1860»  | 26        | 0         |                    | ?                  | ?                  |                      | ?                    | ?                    |            | —          | —          | 26     | 0      |
| 2001-02                  | «Копенгаген»             | СЛ                       | 13        | 1         | КД                 | ?                  | ?                  | —                    | —                    | —                    | —          | —          | —          | ?      | ?      |
| 2002-03                  | «Копенгаген»             | СЛ                       | 29        | 0         | КД                 | ?                  | ?                  | —                    | —                    | —                    | —          | —          | —          | ?      | ?      |
| 2003-04                  | «Копенгаген»             | СЛ                       | 9         | 0         | КД                 | ?                  | ?                  | —                    | —                    | —                    | —          | —          | —          | ?      | ?      |
| Усього за «Копенгаген»   | Усього за «Копенгаген»   | Усього за «Копенгаген»   | 51        | 1         |                    | ?                  | ?                  |                      | ?                    | ?                    |            | —          | —          | 26     | 0      |
| 2008                     | «Старт»                  | 1Д (ІІ)                  | 1         | 0         | КН                 | 0                  | 0                  | —                    | —                    | —                    | —          | —          | —          | 1      | 0      |
| 2009                     | «Старт»                  | Т                        | 8         | 0         | КН                 | 1                  | 0                  | —                    | —                    | —                    | —          | —          | —          | 9      | 0      |
| Усього за «Старт»        | Усього за «Старт»        | Усього за «Старт»        | 168       | 11        |                    | ?                  | ?                  |                      | ?                    | ?                    |            | —          | —          | ?      | ?      |
| 2009                     | «Драммен»                | 2Д (III)                 | 1         | 0         | КН                 | 0                  | 0                  | —                    | —                    | —                    | —          | —          | —          | 1      | 0      |
| Усього                   | Усього                   | Усього                   | 370       | 16        |                    | ?                  | ?                  |                      | ?                    | ?                    |            | —          | —          | ?      | ?      |

### Статистика виступів за збірну
| Дата       | Місто         | Господарі          | Результат | Гості             | Турнір               | Голи | Примітки |
| ---------- | ------------- | ------------------ | --------- | ----------------- | -------------------- | ---- | -------- |
| 07/11/1990 | Бізерта       | Туніс              | 1 – 3     | Норвегія          | товариський матч     | -    |          |
| 04/02/1992 | Гамільтон     | Бермудські Острови | 1 – 3     | Норвегія          | товариський матч     | -    |          |
| 29/04/1992 | Орхус         | Данія              | 1 – 0     | Норвегія          | товариський матч     | -    |          |
| 13/05/1992 | Осло          | Норвегія           | 2 – 0     | Фарерські острови | товариський матч     | -    |          |
| 03/06/1992 | Осло          | Норвегія           | 0 – 0     | Шотландія         | товариський матч     | -    |          |
| 26/08/1992 | Осло          | Норвегія           | 2 – 2     | Швеція            | товариський матч     | -    |          |
| 09/09/1992 | Осло          | Норвегія           | 10 – 0    | Сан-Марино        | Відбір до ЧС 1994    | 1    |          |
| 23/09/1992 | Осло          | Норвегія           | 2 – 1     | Нідерланди        | Відбір до ЧС 1994    | -    |          |
| 07/10/1992 | Серравалле    | Сан-Марино         | 0 – 2     | Норвегія          | Відбір до ЧС 1994    | -    |          |
| 14/10/1992 | Лондон        | Англія             | 1 – 1     | Норвегія          | Відбір до ЧС 1994    | -    |          |
| 02/12/1992 | Гуанчжоу      | КНР                | 2 – 1     | Норвегія          | товариський матч     | -    |          |
| 12/02/1993 | Фару          | Португалія         | 1 – 1     | Норвегія          | товариський матч     | -    |          |
| 30/03/1993 | Доха          | Катар              | 1 – 6     | Норвегія          | товариський матч     | -    |          |
| 28/04/1993 | Осло          | Норвегія           | 3 – 1     | Туреччина         | Відбір до ЧС 1994    | -    |          |
| 02/06/1993 | Осло          | Норвегія           | 2 – 0     | Англія            | Відбір до ЧС 1994    | -    |          |
| 09/06/1993 | Роттердам     | Нідерланди         | 0 – 0     | Норвегія          | Відбір до ЧС 1994    | -    |          |
| 11/08/1993 | Тофтір        | Фарерські острови  | 0 – 7     | Норвегія          | товариський матч     | -    |          |
| 13/10/1993 | Познань       | Польща             | 0 – 3     | Норвегія          | Відбір до ЧС 1994    | -    |          |
| 10/11/1993 | Стамбул       | Туреччина          | 2 – 1     | Норвегія          | Відбір до ЧС 1994    | -    |          |
| 15/01/1994 | Фінікс        | США                | 2 – 1     | Норвегія          | товариський матч     | -    |          |
| 19/01/1994 | Сан-Дієго     | Норвегія           | 0 – 0     | Коста-Рика        | товариський матч     | -    |          |
| 09/03/1994 | Кардіфф       | Уельс              | 1 – 3     | Норвегія          | товариський матч     | 1    |          |
| 20/04/1994 | Осло          | Норвегія           | 0 – 0     | Португалія        | товариський матч     | -    |          |
| 01/06/1994 | Осло          | Норвегія           | 2 – 1     | Данія             | товариський матч     | -    |          |
| 05/06/1994 | Стокгольм     | Швеція             | 2 – 0     | Норвегія          | товариський матч     | -    |          |
| 19/06/1994 | Вашингтон     | Норвегія           | 1 – 0     | Мексика           | ЧС 1994 - 1-й етап   | -    |          |
| 23/06/1994 | Нью-Йорк      | Норвегія           | 0 – 1     | Італія            | ЧС 1994 - 1-й етап   | -    |          |
| 28/06/1994 | Нью-Йорк      | Норвегія           | 0 – 0     | Ірландія          | ЧС 1994 - 1-й етап   | -    |          |
| 07/09/1994 | Осло          | Норвегія           | 1 – 0     | Білорусь          | Відбір до ЧЄ 1996    | -    |          |
| 12/09/1994 | Осло          | Норвегія           | 1 – 1     | Нідерланди        | Відбір до ЧЄ 1996    | -    |          |
| 16/11/1994 | Мінськ        | Білорусь           | 0 – 4     | Норвегія          | Відбір до ЧЄ 1996    | -    |          |
| 14/12/1994 | Валлетта      | Мальта             | 0 – 1     | Норвегія          | Відбір до ЧЄ 1996    | -    |          |
| 08/02/1995 | Нікосія       | Кіпр               | 0 – 2     | Норвегія          | Відбір до ЧЄ 1996    | -    |          |
| 07/06/1995 | Осло          | Норвегія           | 2 – 0     | Мальта            | Відбір до ЧЄ 1996    | -    |          |
| 15/11/1995 | Роттердам     | Нідерланди         | 3 – 0     | Норвегія          | Відбір до ЧЄ 1996    | -    |          |
| 26/11/1995 | Кінгстон      | Ямайка             | 1 – 1     | Норвегія          | товариський матч     | -    |          |
| 29/11/1995 | Порт-оф-Спейн | Тринідад і Тобаго  | 3 – 2     | Норвегія          | товариський матч     | -    |          |
| 01/09/1996 | Осло          | Норвегія           | 1 – 0     | Грузія            | товариський матч     | -    |          |
| 09/10/1996 | Осло          | Норвегія           | 3 – 0     | Угорщина          | Відбір до ЧС 1998    | -    |          |
| 10/11/1996 | Берн          | Швейцарія          | 0 – 1     | Норвегія          | Відбір до ЧС 1998    | -    |          |
| 18/01/1997 | Мельбурн      | Норвегія           | 0 – 1     | Південна Корея    | товариський матч     | -    |          |
| 22/01/1997 | Брисбен       | Норвегія           | 3 – 0     | Нова Зеландія     | товариський матч     | -    |          |
| 25/01/1997 | Сідней        | Австралія          | 1 – 0     | Норвегія          | товариський матч     | -    |          |
| 30/04/1997 | Осло          | Норвегія           | 1 – 1     | Фінляндія         | Відбір до ЧС 1998    | -    |          |
| 30/05/1997 | Осло          | Норвегія           | 4 – 2     | Бразилія          | товариський матч     | -    |          |
| 08/06/1997 | Будапешт      | Угорщина           | 1 – 1     | Норвегія          | Відбір до ЧС 1998    | -    |          |
| 20/07/1997 | Рейк'явік     | Ісландія           | 0 – 1     | Норвегія          | товариський матч     | -    |          |
| 20/08/1997 | Гельсінкі     | Фінляндія          | 0 – 4     | Норвегія          | Відбір до ЧС 1998    | -    |          |
| 06/09/1997 | Осло          | Норвегія           | 1 – 0     | Азербайджан       | Відбір до ЧС 1998    | -    |          |
| 08/10/1997 | Осло          | Норвегія           | 0 – 0     | Колумбія          | товариський матч     | -    |          |
| 25/02/1998 | Марсель       | Франція            | 3 – 3     | Норвегія          | товариський матч     | -    |          |
| 25/03/1998 | Брюссель      | Бельгія            | 2 – 2     | Норвегія          | товариський матч     | -    |          |
| 20/05/1998 | Осло          | Норвегія           | 5 – 2     | Мексика           | товариський матч     | -    |          |
| 27/05/1998 | Молде         | Норвегія           | 6 – 0     | Саудівська Аравія | товариський матч     | -    |          |
| 10/06/1998 | Монпельє      | Норвегія           | 2 – 2     | Марокко           | ЧС 1998 - 1-й етап   | -    |          |
| 23/06/1998 | Марсель       | Норвегія           | 2 – 1     | Бразилія          | ЧС 1998 - 1-й етап   | -    |          |
| 27/06/1998 | Марсель       | Норвегія           | 0 – 1     | Італія            | ЧС 1998 - 1/8 фіналу | -    |          |
| 10/02/1999 | Піза          | Італія             | 0 – 0     | Норвегія          | товариський матч     | -    |          |
| 27/03/1999 | Афіни         | Греція             | 0 – 2     | Норвегія          | Відбір до ЧЄ 2000    | -    |          |
| 28/04/1999 | Тбілісі       | Грузія             | 1 – 4     | Норвегія          | Відбір до ЧЄ 2000    | -    |          |
| 30/05/1999 | Осло          | Норвегія           | 1 – 0     | Грузія            | Відбір до ЧЄ 2000    | -    |          |
| 05/06/1999 | Тирана        | Албанія            | 1 – 2     | Норвегія          | Відбір до ЧЄ 2000    | -    |          |
| 18/08/1999 | Осло          | Норвегія           | 1 – 0     | Литва             | товариський матч     | -    |          |
| 04/09/1999 | Осло          | Норвегія           | 1 – 0     | Греція            | Відбір до ЧЄ 2000    | -    |          |
| 08/09/1999 | Осло          | Норвегія           | 4 – 0     | Словенія          | Відбір до ЧЄ 2000    | -    |          |
| 09/10/1999 | Рига          | Латвія             | 1 – 2     | Норвегія          | Відбір до ЧЄ 2000    | -    |          |
| 14/11/1999 | Осло          | Норвегія           | 0 – 1     | Німеччина         | товариський матч     | -    |          |
| 23/02/2000 | Стамбул       | Туреччина          | 0 – 2     | Норвегія          | товариський матч     | -    |          |
| 29/03/2000 | Луґано        | Швейцарія          | 2 – 2     | Норвегія          | товариський матч     | -    |          |
| 26/04/2000 | Осло          | Норвегія           | 0 – 2     | Бельгія           | товариський матч     | -    |          |
| 27/05/2000 | Осло          | Норвегія           | 2 – 0     | Словаччина        | товариський матч     | -    |          |
| 03/06/2000 | Осло          | Норвегія           | 1 – 0     | Італія            | товариський матч     | -    |          |
| 13/06/2000 | Роттердам     | Іспанія            | 0 – 1     | Норвегія          | ЧЄ 2000 - 1-й етап   | -    |          |
| 19/06/2000 | Льєж          | Югославія          | 1 – 0     | Норвегія          | ЧЄ 2000 - 1-й етап   | -    |          |
| 21/06/2000 | Арнем         | Словенія           | 0 – 0     | Норвегія          | ЧЄ 2000 - 1-й етап   | -    |          |
| 02/09/2000 | Осло          | Норвегія           | 0 – 0     | Вірменія          | Відбір до ЧС 2002    | -    |          |
| 07/10/2000 | Кардіфф       | Уельс              | 1 – 1     | Норвегія          | Відбір до ЧС 2002    | -    |          |
| 11/10/2000 | Осло          | Норвегія           | 0 – 1     | Україна           | Відбір до ЧС 2002    | -    |          |
| Усього     |               | Матчів             | 78        |                   | Голів                | 2    |          |

## Титули і досягнення

### Командні
- Чемпіон Данії (2):

«Копенгаген»: 2002-03, 2003-04
- Володар Кубка Данії (1):

«Копенгаген»: 2003-04

### Особисті
- Півзахисник року в Норвегії (Приз Кніксена) (2) : 1992, 1994
- Футболіст року в Норвегії (Приз Кніксена) 2000